# 藪の中の黒猫
『藪の中の黒猫』（やぶのなかのくろねこ）は、1968年2月24日に封切した新藤兼人監督の日本映画である。
1968年に第21回カンヌ国際映画祭コンペティション部門に出品したが、期間中に起こったカンヌ国際映画祭粉砕事件のため賞はなかった。

## あらすじ
武士が台頭しつつある平安時代。とある野武士の一団が一軒の農家を襲い、中にいたおヨネとおシゲを犯し、軒に火を放って立ち去る。焼け落ちた家の女たちの焼死体に、この家の飼い猫である黒猫が近寄り、死体の血を舐めとる。それから数年後、都の羅城門近くを一人の武将が通りかかる。武将はあの時の狼藉を働いた野武士の頭目だった。その武将の前に、おシゲに瓜二つの若い女が現れ、武将を薮中の屋敷に招き入れる。屋敷の中にはおヨネに瓜二つの中年女がいて、2人のもてなしに気を良くした武将だったが、若い女と臥所を共にしようとした隙に、喉笛を噛み切られて息絶える。これを境に、羅城門を通る武将たちが夜な夜な女たちに惑わされて落命するようになる。
事態を重く見た帝の叱責を受けた源頼光は、羅城門の妖怪退治を部下に申し付ける。選ばれたのは、東国の夷敵・クマスネヒコを打ち取った農家出の武士・八だった。頼光は八に「藪銀時（やぶのぎんとき）」という名を与え、羅城門の妖怪退治を命じる。出世を果たした八は早速実家に帰るが、家は見るも無残に焼け落ちていた。野武士たちが襲ったのは八の家だったのだ。八は近所の甚平から実家の顛末の一部始終を知るが、おヨネやおシゲの顛末までは知り得なかった。
悶々としたまま妖怪退治に赴いた銀時だったが、妻のおシゲや母のおヨネに瓜二つの女たちに動揺する。一度は妖怪と断じたものの、それから銀時は夜な夜な女たちの元に通い、女たちも銀時をなぜか殺さなかった。しかし7日間、おシゲに瓜二つの女と銀時が契りを交わした後、彼女は消失してしまう。ここで銀時は、おヨネに瓜二つの中年女から衝撃の事実を知る。女2人はおヨネとおシゲが化け猫と成り果てた姿であり、冥界の掟により、侍たちを狩ることで現世に留まっていたのだった。しかし愛するが故に、おシゲは掟を破って銀時を殺さなかったため、地獄に送還されてしまったのだった。落ち込む銀時の元に、妖怪退治の成果が出ないことに苛立った頼光から最後通牒が出される。今夜中に妖怪を退治しなければ銀時を殺すという。銀時はおヨネと再会して太刀を振い、片腕を切り取る。
この世のものではない化け猫の腕を見た頼光は大いに喜び、この出来事を世に知らしめる宣伝として、清めの儀と称した茶番を思いついて銀時に堂籠りを命じる。早速お堂に籠った銀時であったが、彼の元におヨネの声が夜な夜な聞こえるようになる。そして堂籠り最後の晩、帝の使いに化けたおヨネに騙された銀時は、腕を取り返されてしまう。必死で追いかけた銀時だったが、妖怪たちとの逢瀬の呪いか否か、焼け落ちた我が家の中で、天を仰いで息絶えるのであった。

## キャスト
- 中村吉右衛門:藪銀時（八）
- 乙羽信子:中年女（おヨネ）
- 佐藤慶:源頼光
- 戸浦六宏:武将
- 太地喜和子:若い女（おシゲ）
- 殿山泰司:農夫（甚平）
- 観世栄夫:帝
- 江角英明:輩下A
- 大木正司:輩下B
- 加地健太郎:輩下C
- 宮田勝:検非違使B
- 西内紀幸:検非違使A
- 金田栄珠:クマスネヒコ
- 滝譲二
- 河西郁子:美女A
- 瀬畑佳代子:美女B
- 岡田千代:美女C
- 広田春美
- 内良子

## スタッフ
- 製作会社：日本映画新社、近代映画協会
- 配給：東宝
- 製作：堀場伸世、能登節雄、桑原一郎
- 監督・脚本：新藤兼人
- 撮影：黒田清己
- メーキャップ：小林重夫
- 音楽：林光
- 美術：丸茂孝、井川徳道
- 照明：田畑正一
- 録音：大橋鉄矢
- 編集：榎木寿雄
- 助監督：松本博史
- 演出助手：鈴木忠雄、星勝二、神山征二郎、臼井高瀬、国上淳史
- 撮影助手：南文憲、高尾義照、北村武士、樫山強
- 照明助手：藤山弘明、城戸国男、西川安蔵、広瀬保
- 記録：城田孝子
- 編集助手：藤ヶ崎洋子、小林明子
- 製作宣伝：花安静香
- 製作経理：吉野三保子
- 進行:市瀬光洋
- 衣裳考證：上野芳生
- 装飾考證：高津年晴
- 能指導：観世栄夫
- 殺陣：上野隆三
- スタントマン：大矢正利
- 装置：加藤岩男、加藤恭浩
- タイトル：加茂牛之
- 現像所：キヌタ・ラボラトリー
- 録音所：アオイ・スタジオ

## 同時上映
『続・社長繁盛記』
- 脚本：笠原良三／監督：松林宗恵／主演：森繁久彌
- 『社長シリーズ』第29作。